# Takifugu oblongus
Takifugu oblongus es una especie de peces de la familia Tetraodontidae en el orden de los Tetraodontiformes.

## Morfología
Los machos pueden llegar alcanzar los 40 cm de longitud total.

## Hábitat
Es un pez de mar de clima tropical y demersal.

## Distribución geográfica
Se encuentra desde Sudáfrica hasta Indonesia, el Japón y Australia.

## Observaciones
Es inofensivo para los humanos.